# Абејан
Абејан (фр. Abeilhan) је насеље и општина у јужној Француској у региону Лангдок-Русијон, у департману Еро која припада префектури Безје.
По подацима из 2011. године у општини је живело 1420 становника, а густина насељености је износила 181,82 становника/km². Општина се простире на површини од 7,81 km². Налази се на средњој надморској висини од 74 метара (максималној 105 m, а минималној 43 m).

## Демографија
| 1962. | 1968. | 1975. | 1982. | 1990. | 1999. | 2011. |
| ----- | ----- | ----- | ----- | ----- | ----- | ----- |
| 727   | 762   | 771   | 810   | 917   | 979   | 1.420 |

График промене броја становника у току последњих година